# کوچک‌ترین جانداران زنده

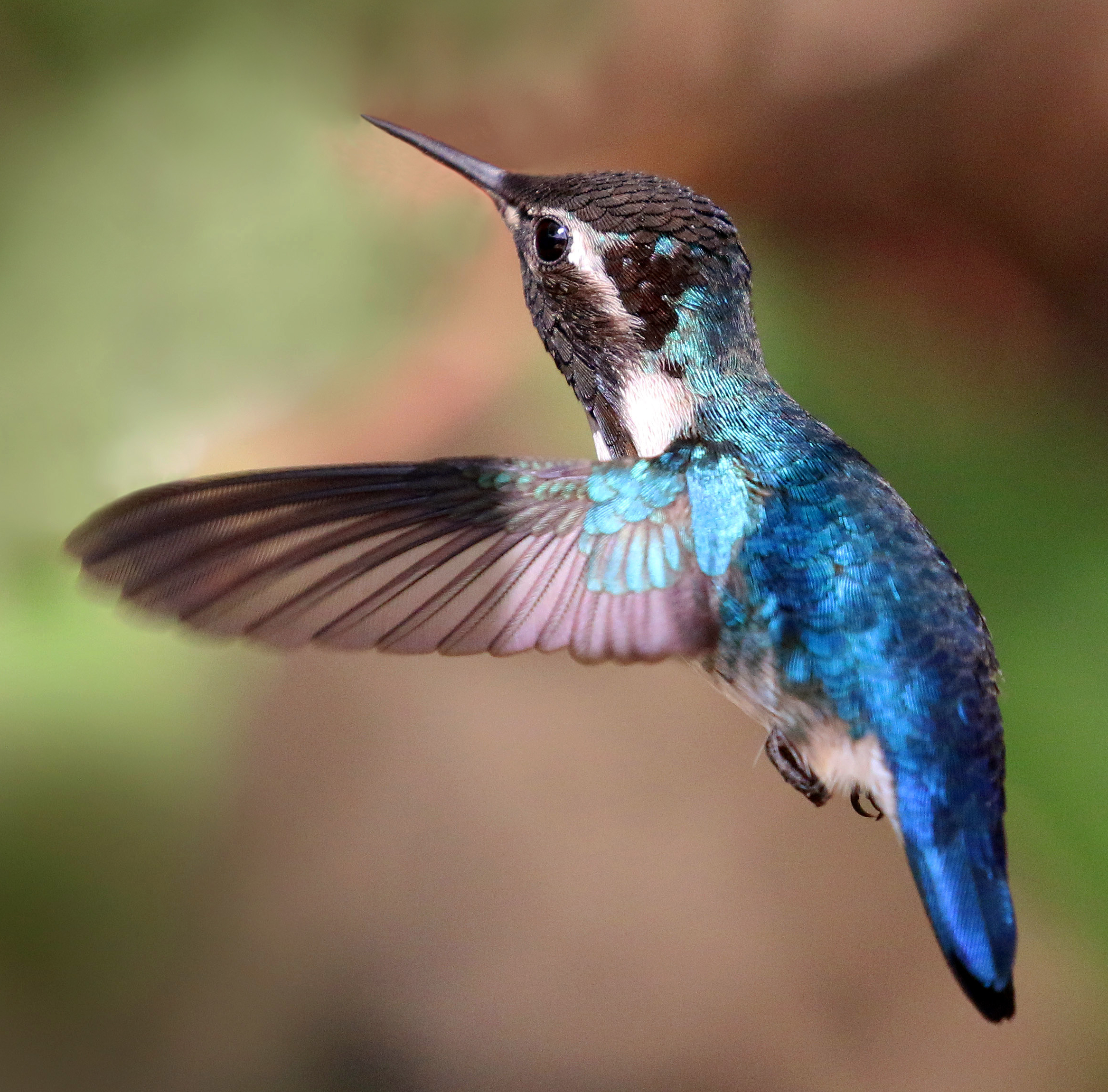
مرغ مگس زنبوری نر، کوچک‌ترین پرنده

کوچک‌ترین جانداران بر روی زمین را می‌توان با توجه به جنبه‌های مختلف اندازه موجودات از جمله حجم، جرم، ارتفاع، طول یا اندازه ژنوم تعیین کرد.
با توجه به ماهیت دانش، این امکان وجود دارد که کوچک‌ترین جاندار زنده کشف‌نشده باشد. علاوه بر این، بحث‌هایی دربارۀ تعریف حیات و اینکه چه موجوداتی به عنوان موجودات واجد شرایط هستند وجود دارد. در نتیجه کوچک‌ترین ارگانیسم شناخته شده (میکروارگانیسم) قابل بحث است.

## میکروارگانیسم‌ها

### باکتری‌های اندوسیمبیوتیک اجباری
ژنوم Nasuia deltocephalinicola، همزیست آفت برگ‌خوار اروپایی، Macrosteles quadripunctulatus، از کروموزوم دایره‌ای ۱۱۲۰۳۱ جفت باز تشکیل شده‌است.
طول ژنوم Nanoarchaeum equitans 490885 نوکلئوتید است.

### Pelagibacter ubique

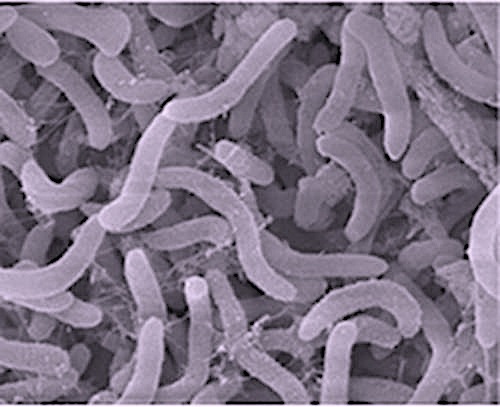
عکس میکروسکوپی از باکتری Pelagibacter ubique

Pelagibacter ubique یکی از کوچک‌ترین باکتری‌های آزاد شناخته شده‌است که طول آن بین ۳۷۰ تا ۸۹۰ نانومتر (۰٫۰۰۰۳۷ تا ۰٫۰۰۰۸۹ میلیمتر) و قطر سلولی متوسط ۱۲۰ تا ۲۰۰ نانومتر (۰٫۰۰۰۱۲ تا ۰٫۰۰۰۲۰ میلیمتر). آنها همچنین دارای کوچک‌ترین ژنوم باکتری آزاد هستند: ۱٫۳ مگابیت در ثانیه، ۱۳۵۴ ژن پروتئین، ۳۵ ژن RNA. آنها یکی از رایج‌ترین و کوچک‌ترین جانداران در اقیانوس‌ها هستند که وزن کل آنها بیشتر از وزن همه ماهی‌های دریا است.

### مایکوپلاسما تناسلی
مایکوپلاسما ژنیتالیوم، یک باکتری انگلی که در مثانه پستانداران، اندام‌های دفع مواد زائد، دستگاه تناسلی و تنفسی زندگی می‌کند، تصور می‌شود که کوچک‌ترین ارگانیسم شناخته شده‌است که قادر به رشد و تولید مثل مستقل است. با اندازه تقریبی ۲۰۰ تا ۳۰۰ نانومتر، M. genitalium یک اولترامیکروباکتری است که کوچکتر از سایر باکتری‌های کوچک از جمله ریکتزیا و کلامیدیا است. با این حال، اکثریت قریب به اتفاق سویه‌های باکتری مورد مطالعه قرار نگرفته‌اند و اولترا میکروباکتری دریایی Sphingomonas sp. گزارش شده‌است که سویه RB2256 از ۲۲۰ نانومتر (۰٫۰۰۰۲۲ میلیمتر) عبور کرده‌است فراپالایش. یک عامل پیچیده‌کننده، باکتری‌های کم‌مغذی هستند، باکتری‌هایی که به دلیل کمبود مواد مغذی در دسترس، بسیار کوچک‌تر می‌شوند.

### نانوارکیوم

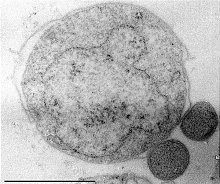
دو equitan Nanoarchaeum و میزبان آرکئون، Ignicoccus

Nanoarchaeum equitans گونه‌ای از میکروب‌های ۲۰۰ تا ۵۰۰ نانومتر (۰٫۰۰۰۲۰ تا ۰٫۰۰۰۵۰ میلیمتر) در قطر. در سال ۲۰۰۲ در یک دریچه هیدروترمال در سواحل ایسلند توسط کارل استتر کشف شد. Nanoarchaeum یک گرمادوست که در دماهای نزدیک به جوش رشد می‌کند، به نظر می‌رسد یک همزیستی اجباری بر روی آرکئون آرکی‌ها باشد. برای زنده ماندن باید با ارگانیسم میزبان در تماس باشد. رکوردهای جهانی گینس، Nanoarchaeum را به عنوان کوچکترین موجود زنده به رسمیت می‌شناسد.

### یوکاریوت‌ها (یوکاریوتا)
جلبک پراسینوفیت از جنس Ostreococcus کوچک‌ترین یوکاریوت آزاد است. اندازه عرض تک‌سلولی استروکوک ۰٫۸ میکرومتر (۰٫۰۰۰۸۰ میلیمتر) است.

### ویروس‌ها
برخی از زیست شناسان ویروس‌ها را غیرزنده می‌دانند زیرا فاقد ساختار سلولی هستند و نمی‌توانند خود به خود متابولیزه شوند و به سلول میزبان برای تکثیر و سنتز محصولات جدید نیاز دارند. برخی معتقدند، چون ویروس‌ها دارای مواد ژنتیکی هستند و می‌توانند متابولیسم میزبان خود را به کار گیرند، می‌توان آنها را ارگانیسم در نظر گرفت. همچنین، یک مفهوم نوظهور که در بین برخی از ویروس شناسان مورد توجه قرار گرفته‌است، مفهوم ویروس ویروسل است، که در آن فنوتیپ واقعی یک ویروس، سلول آلوده‌است، و ذره ویروس (یا ویریون) صرفاً یک مرحله تولیدمثل یا پراکندگی است، بسیار شبیه گرده یا هاگ.
کوچکترین ویروس‌ها از نظر اندازه ژنوم، ویروس‌های تک‌رشته‌ای دی‌ان‌ای (دی‌ان‌ای ویروس) هستند. شاید معروف‌ترین آنها باکتریوفاژ Phi-X174 با اندازه ژنوم ۵۳۸۶ نوکلئوتید باشد. با این حال، برخی از ویروس‌های دی‌ان‌ای ویروس می‌توانند حتی کوچکتر باشند. برای مثال، سیرکوویروس نوع ۱ خوک دارای ژنوم ۱۷۵۹ نوکلئوتید و قطر کپسید ۱۷ نانومتر (۱٫۷×۱۰−۵ میلیمتر) است. . به‌طور کلی، خانواده ویروسی geminiviridae حدود ۳۰ نانومتر (۳٫۰×۱۰−۵ میلیمتر) است در طول. با این حال، دو کپسید که ویروس را تشکیل می‌دهند، با هم ترکیب می‌شوند. تقسیم می‌شود، کپسیدها ۱۵ نانومتر (۱٫۵×۱۰−۵ میلیمتر) خواهد بود در طول. دیگر ویروس‌های دی‌ان‌ای ویروس با مشخصات محیطی مانند ویروس‌های CRESS دی-ان-ای، در میان دیگران، می‌توانند ژنوم‌هایی داشته باشند که به‌طور قابل‌توجهی کمتر از ۲۰۰۰ نوکلئوتید باشد.
کوچک‌ترین ویروس RNA از نظر اندازه ژنوم فاژ BZ13 سویه T72 با طول ۳۳۹۳ نوکلئوتید است. اندازه ویروس‌هایی که از دی‌ان‌ای و RNA در تکثیر خود استفاده می‌کنند (رتروویروس‌ها) از ۷۰۴۰ تا ۱۲۱۹۵ نوکلئوتید متغیر است. کوچک‌ترین ویروس‌های دی-ان-ای دو رشته‌ای، ویروس‌های هپادنا مانند هپاتیت B با ۳٫۲ کیلوبایت و ۴۲ نانومتر (۴٫۲×۱۰−۵ میلیمتر) هستند. پاروویروس‌ها کپسیدهای کوچک‌تری دارند، در ۱۸–۲۶ نانومتر (۱٫۸×۱۰−۵–۲٫۶×۱۰−۵ میلیمتر)، اما ژنوم‌های بزرگتر، در ۵ کیلوبایت. مهم است که سایر عناصر ژنتیکی خودتکثیر شونده مانند ماهواره‌ها، ویروئیدها و ریبوزیم‌ها را در نظر بگیرید.

## جانوران
چندین گونه از مخاط‌زیان (گزنده‌تباران انگلی) هرگز بزرگتر از ۲۰ میکرومتر (۰٫۰۲۰ میلیمتر) رشد نمی‌کنند. . یکی از کوچک‌ترین گونه‌ها (Myxobolus shekel) بیش از ۸٫۵ میکرومتر (۰٫۰۰۸۵ میلیمتر) نیست هنگامی که به‌طور کامل رشد کرد، آن را به کوچک‌ترین جانور شناخته‌شده تبدیل می‌کند.

### نرم‌تنان

#### دوکفه‌ای‌ها
پوسته صدف آجیلی Condylonucula maya ۰٫۵۴ میلیمتر (۰٫۰۲۱ اینچ) رشد می‌کند طولانی.

#### شکم‌پایان

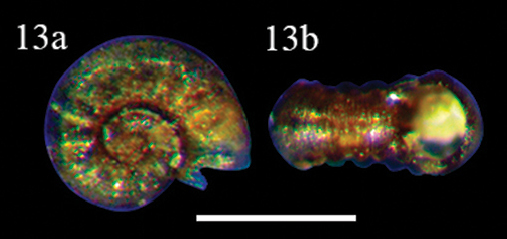
Ammonicera minortalis

کوچکترین حلزون آبی (در بین همه حلزون‌ها) Ammonicera minortalis در آمریکای شمالی است که در اصل از کوبا توصیف شده‌است. اندازه آن ۰٫۳۲ تا ۰٫۴۶ میلیمتر (۰٫۰۱۳ تا ۰٫۰۱۸ اینچ).
کوچک‌ترین حلزون خشکی Acmella nana است. در بورنئو کشف شد و در نوامبر ۲۰۱۵ توصیف شد، اندازه آن ۰٫۷ میلیمتر (۰٫۰۲۸ اینچ) است. رکورد پیشین مربوط به Angustopila dominikae از چین بود که در سپتامبر ۲۰۱۵ گزارش شد. اندازه این حلزون ۰٫۸۶ میلیمتر (۰٫۰۳۴ اینچ) است.

#### سرپایان
Maximites کوچک‌ترین آمونوئید شناخته شده بود. نمونه‌های بالغ تنها به ۱۰ میلیمتر (۰٫۳۹ اینچ) در قطر پوسته رسید.

### بندپایان

#### عنکبوتیان
- بحث دربارۀ اینکه کدام عنکبوت کوچکتر است وجود دارد. طبق رکوردهای جهانی گینس، "دو رقیب از جنس Symphytognathidae Patu هستند: نرهای Patu digua توصیف شده در کلمبیا دارای طول بدن ۰٫۳۷ میلیمتر (۰٫۰۱۵ اینچ) بودند، در حالی که عنکبوت خزه ساموایی (<i id="mw7A">P. marplesi</i>) می‌تواند به اندازه کوچک باشد. ۰٫۴ میلیمتر (۰٫۰۱۶ اینچ) طول."[۱۸] دیگر کوچکترین گونه‌های عنکبوت ممکن است عنکبوت غار فراد معروف به Anapistula ataecina و گوی باف کوتوله (Anapistula caecula) باشد که تعداد ماده‌های آن ۰٫۴۳ میلیمتر (۰٫۰۱۷ اینچ) است. و ۰٫۴۸ میلیمتر (۰٫۰۱۹ اینچ) به ترتیب.[۱۸] نرهای هر دو گونه به طور بالقوه کوچکتر از ماده‌ها هستند، اما هنوز هیچ Anapistula ataecina یا Anapistula caecula اندازه‌گیری نشده‌است.[۱۸]
- Cochlodispus minimus کوچکترین کنه است. یک فرد بالغ با طول بدن ۷۹ میکرومتر (۰٫۰۷۹ میلیمتر) اندازه‌گیری شد.[۱۹] با این حال، PBS ادعا می‌کند «کوچک‌ترین کنه ثبت شده ۸۲ میکرون طول دارد» اما گونه ای را نام نمی‌برد.[۲۰]

#### سخت‌پوستان
کوچک‌ترین سخت‌پوست تانتولوکارید Stygotantulus stocki با طول ۹۴ میکرومتر (۰٫۰۹۴ میلیمتر) است. .

#### حشره‌ها (Insecta)
- نرهای بالغ زنبور انگلی Dicopomorpha echmepterygis می‌توانند به کوچکی ۱۳۹ میکرومتر (۰٫۱۳۹ میلیمتر) باشند. طولانی، کوچکتر از برخی از گونه‌های تک‌یاخته (موجودات تک‌سلولی)؛ ماده‌ها ۴۰ درصد بزرگتر هستند.[۲۱] Megaphragma caribea از گوادلوپ، با اندازه ۱۷۰ میکرومتر (۰٫۱۷ میلیمتر) طولانی، یکی دیگر از مدعیان کوچکترین حشره شناخته شده در جهان است.
- سوسک‌های کروهی نانوسلینی همگی کمتر از ۱ میلیمتر (۰٫۰۳۹ اینچ) هستند طولانی؛ کوچکترین نمونه تأیید شده Scydosella musawasensis با ۳۲۵ میکرومتر (۰٫۳۲۵ میلیمتر) است طولانی؛ بر اساس گزارش‌ها، چند خط نانوسلین دیگر در ادبیات تاریخی کوچک‌تر هستند، اما هیچ‌یک از این سوابق با استفاده از ابزار دقیق مدرن تأیید نشده‌اند. اینها جزء کوچکترین حشره‌ها غیر انگلی هستند.[۲۲]

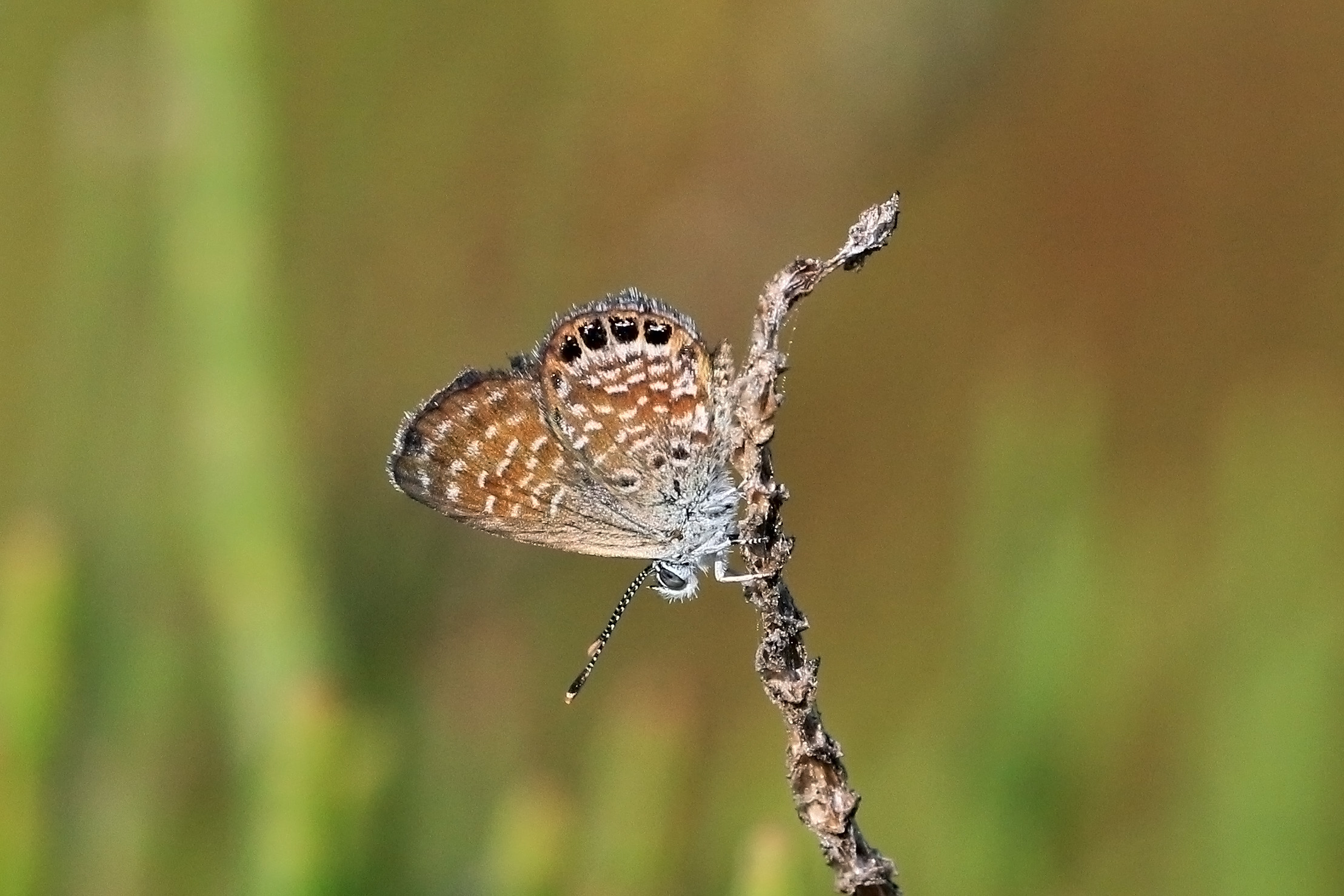
آبی کوتوله غربی (Brephidium exilis thompsoni)

- آبی کوتوله غربی (Brephidium exilis) یکی از کوچکترین پروانه‌های جهان است که طول بال آن حدود ۱ سانتیمتر (۰٫۳۹ اینچ) است. .[۲۳]

### خارپوستان (Echinodermata)
کوچکترین خیار دریایی و همچنین کوچکترین خارپوستان، Psammothuria ganapati است، یک سیناپتید که بین دانه‌های ماسه در سواحل هند زندگی می‌کند. حداکثر طول آن ۴ میلیمتر (۰٫۱۶ اینچ) است.

#### خارپشت دریایی
کوچکترین خارپشت دریایی، Echinocyamus scaber، دارای تست ۶ میلیمتر (۰٫۲۴ اینچ) است در سراسر.

#### ستاره دریایی
Patiriella parvivipara کوچکترین ستاره دریایی با ۵ میلیمتر (۰٫۲۰ اینچ) در سراسر است.

### ماهی (ماهی)
- یکی از کوچکترین مهره داران و کوچکترین ماهی بر اساس حداقل اندازه در زمان بلوغ Paedocypris progenetica از اندونزی است که اندازه ماده بالغ آن به ۷٫۹ میلیمتر (۰٫۳۱ اینچ) می‌رسد. در طول استاندارد. این ماهی که از خانواده کپور ماهیان است، بدنی شفاف و سر دارد که توسط اسکلت محافظت نشده‌است.
- یکی از کوچکترین ماهی‌ها بر اساس حداقل اندازه در زمان بلوغ، ماهی شیندلریا برویپینگویس از استرالیا است که ماهی ماده آنها به ۷ میلیمتر (۰٫۲۸ اینچ) سال می‌رسد. و مردان ۶٫۵ میلیمتر (۰٫۲۶ اینچ).[۲۵] نرهای S. brevipinguis دارای میانگین طول استاندارد ۷٫۷ میلیمتر (۰٫۳۰ اینچ) هستند؛ یک ماده حامله ۸٫۴ میلیمتر (۰٫۳۳ اینچ) بود. این ماهی که عضوی از خانواده گوبی است، با اعضای مشابه گروه در داشتن اولین پرتو باله مقعدی جلوتر، زیر باله پشتی ۴ متفاوت است.
- تعداد ۶٫۲ تا ۷٫۳ افراد نر از گونه Photocorynus spiniceps ثبت شده‌است ۶٫۲–۷٫۳ میلیمتر (۰٫۲۴–۰٫۲۹ اینچ) در زمان بلوغ، و بنابراین ادعا می‌شود که یک گونه کوچکتر است. با این حال، اینها تنها با انگلی جنسی زنده می‌مانند و افراد ماده به اندازه قابل توجهی بزرگتر از ۵۰٫۵ میلیمتر (۱٫۹۹ اینچ) می‌رسند. .[۲۶][۲۷][۲۸][۲۹]

### دوزیستان

#### قورباغه و وزغ (بی‌دمان)

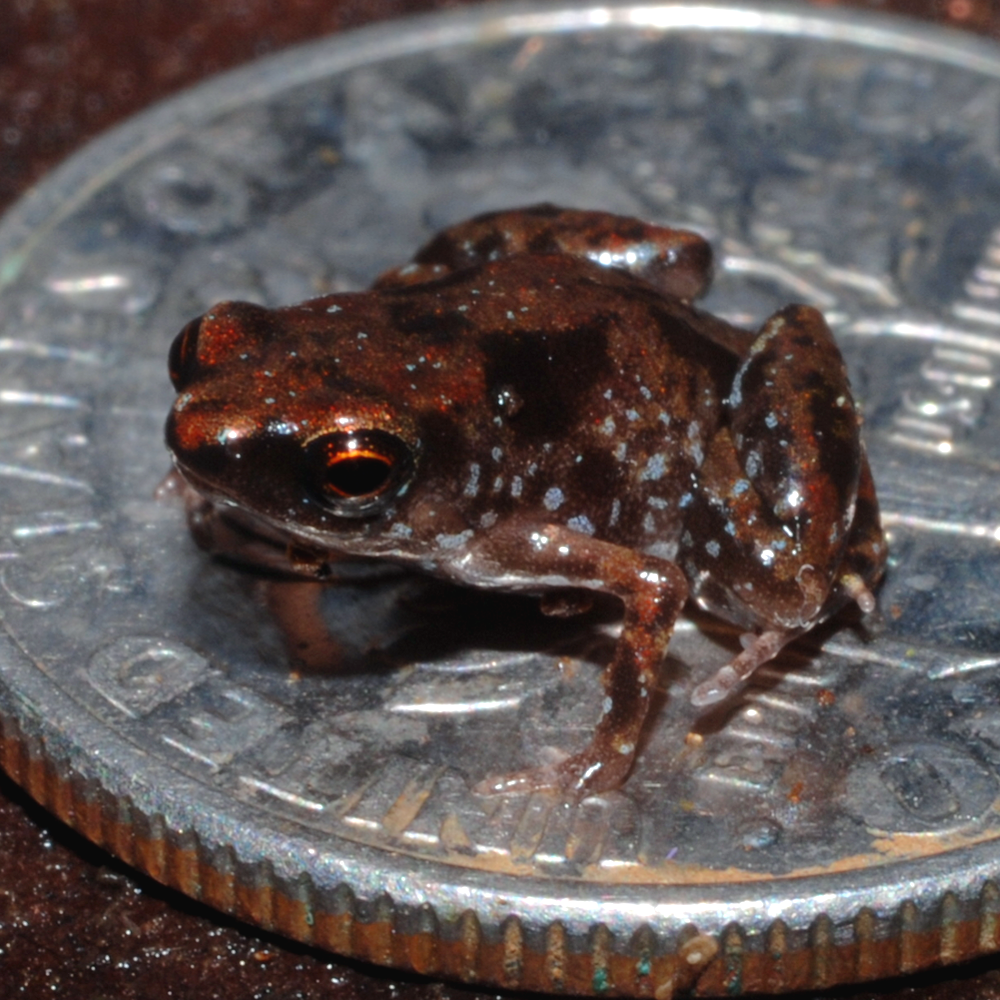
پارتیپ قورباغه‌ریزه آمائو (LSUMZ 95004) روی یک سکه ایالات متحده.

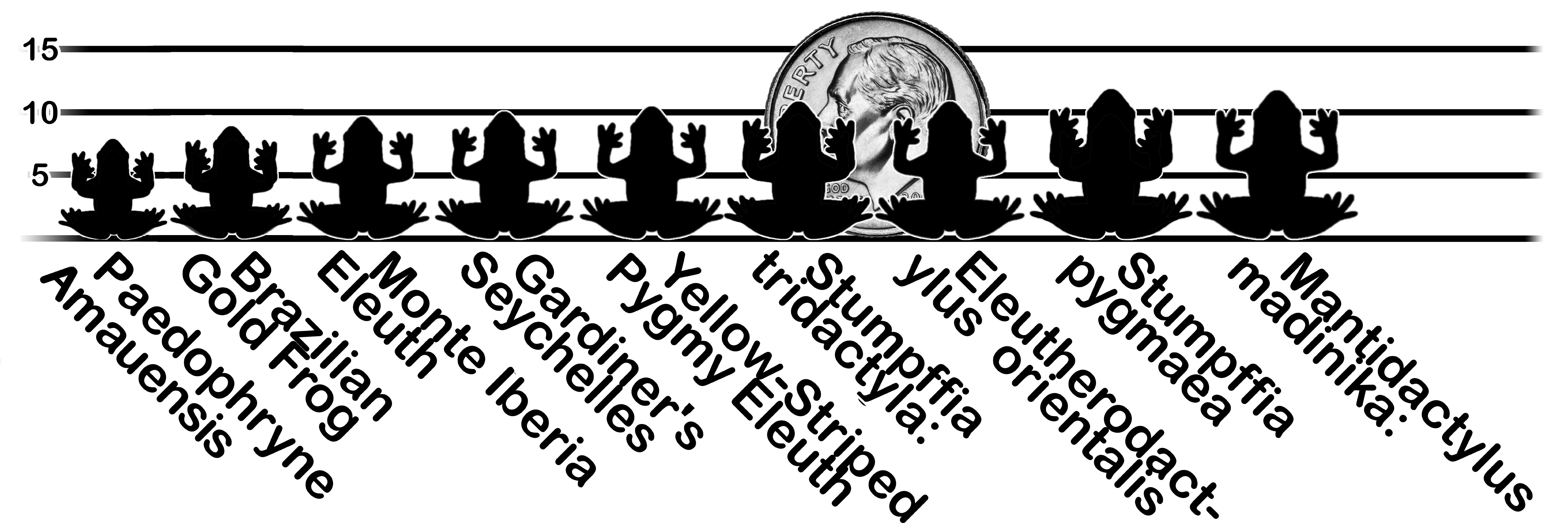
مقایسه نسبی کوچکترین قورباغه‌ها

کوچکترین مهره داران (و کوچکترین دوزیستان) شناخته شده قورباغه‌های قورباغه‌ریزه آمائو از پاپوآ گینه نو هستند که طول آنها بین ۷٫۰ تا ۷٫۰–۸٫۰ میلیمتر (۰٫۲۸–۰٫۳۱ اینچ) و میانگین ۷٫۷ میلیمتر (۰٫۳۰ اینچ). قورباغه‌های بسیار کوچک دیگر عبارتند از Brachycephalus didactylus از برزیل (گزارش شده به عنوان ۹٫۶–۹٫۸ میلیمتر (۰٫۳۸–۰٫۳۹ اینچ))، چندین گونه از آزادانگشت مانند E. iberia (حدود ۱۰ میلیمتر (۰٫۳۹ اینچ)) و E. limbatus (۸٫۵–۱۲ میلیمتر (۰٫۳۳–۰٫۴۷ اینچ)) و Eleutherodactylus orientalis (۱۲٫۵ میلیمتر (۰٫۴۹ اینچ)) از کوبا، قورباغه گاردینر Sechellophrine gardineri از سیشل (تا ۱ میلیمتر (۰٫۰۳۹ اینچ)))، چندین گونه از Stumpffia مانند S. tridactyla (۸٫۶–۱۲ میلیمتر (۰٫۳۴–۰٫۴۷ اینچ))) و S. pygmaea (مرد ۱۰–۱۲٫۵ میلیمتر (۰٫۳۹–۰٫۴۹ اینچ)؛ زن: ۱۱ میلیمتر (۰٫۴۳ اینچ)) و Wakea madinika (مردان: ۱۱–۱۳ میلیمتر (۰٫۴۳–۰٫۵۱ اینچ)؛ زنان: ۱۵–۱۶ میلیمتر (۰٫۵۹–۰٫۶۳ اینچ)) از ماداگاسکار. قورباغه‌ریزه سوئیفت (طول بدن ۸٫۵ میلیمتر (۰٫۳۳ اینچ)) در کوچکترین مهره داران شناخته شده با نه گونه دیگر قورباغه گنجانده نشده‌است. دو گونه Microhyla borneensis (نر: ۱۰٫۶–۱۳ میلیمتر (۰٫۴۲–۰٫۵۱ اینچ)؛ زنان: ۱۶–۱۹ میلیمتر (۰٫۶۳–۰٫۷۵ اینچ)) و Arthroleptella rugosa (مردان: ۱۱٫۹–۱۴٫۱ میلیمتر (۰٫۴۷–۰٫۵۶ اینچ)؛ ماده‌ها: ۱۵٫۵ میلیمتر (۰٫۶۱ اینچ)) زمانی کوچکترین قورباغه‌های شناخته شده از دنیای قدیم بودند. به‌طور کلی این قورباغه‌های بسیار کوچک در جنگل‌های استوایی و محیط‌های کوهستانی وجود دارند. داده‌های نسبتاً کمی در مورد تنوع اندازه در بین افراد، رشد از دگردیسی تا بزرگسالی یا تنوع اندازه در میان جمعیت در این گونه‌ها وجود دارد. مطالعات بیشتر و کشف گونه‌های کوچک قورباغه احتمالاً ترتیب رتبه‌بندی این فهرست را تغییر می‌دهد.

#### سمندرها، نیوت‌ها و وابستگان (اورودلا)
میانگین طول پوزه تا دریچه (SVL) چند نمونه سمندر Thorius aboreus ۱۷ میلیمتر (۰٫۶۷ اینچ) بود. .

### Sauropsids (Sauropsida)

#### مارمولک‌ها و مارها (پولک‌داران)

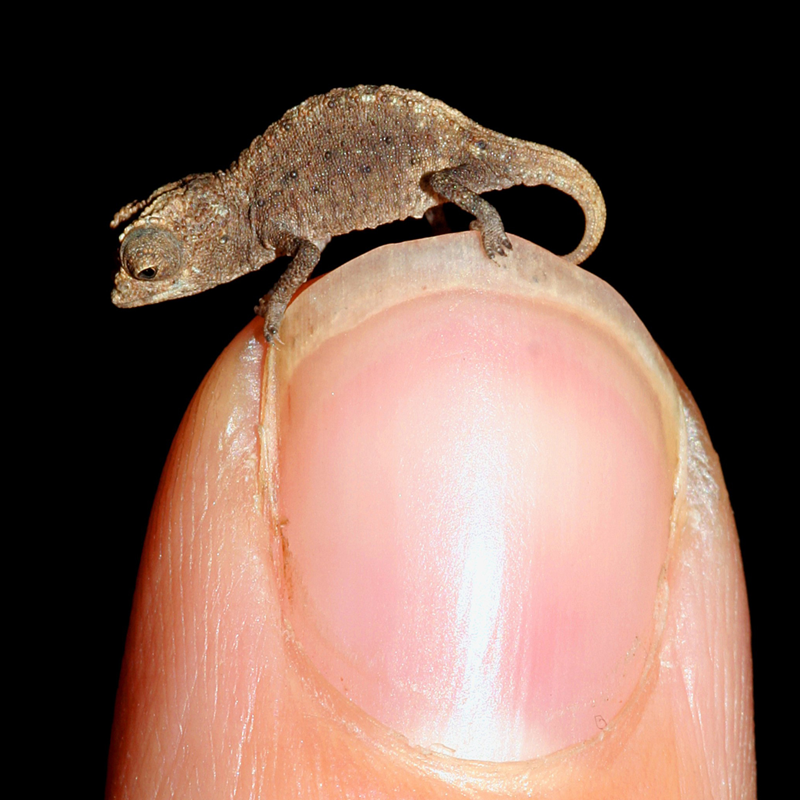
یک جوان Brookesia micra، گونه‌ای آفتاب‌پرست، روی نوک انگشت

- گکو کوتوله (Sphaerodactylus ariasae) کوچکترین گونه خزنده شناخته شده و کوچکترین مارمولک است که طول پوزه آن ۱۶ میلیمتر (۰٫۶۳ اینچ) است. .[۳۵] S. ariasae اولین بار در سال ۲۰۰۱ توسط زیست شناسان بلر هجز و ریچارد توماس توصیف شد. این گکو کوتوله در پارک ملی Jaragua در جمهوری دومینیکن و در جزیره بئاتا (Isla Beata)، در سواحل جنوبی جمهوری دومینیکن زندگی می‌کند.[۳۶][۳۷] چند آفتاب‌پرست بروکزیا از ماداگاسکار به همان اندازه کوچک هستند و طول ۱۵–۱۸ میلیمتر (۰٫۵۹–۰٫۷۱ اینچ) گزارش شده‌است. برای آفتاب‌پرست‌های کوتوله نر (B. minima), ۱۴–۱۹ میلیمتر (۰٫۵۵–۰٫۷۵ اینچ) برای آفتاب‌پرست برگ نر کوه d'Ambre (B. tuberculata)[۳۸] و ۱۵–۱۶ میلیمتر (۰٫۵۹–۰٫۶۳ اینچ) برای B.micra نر،[۳۹] اگرچه ماده‌ها بزرگتر هستند. در سال ۲۰۲۱، گونه جدیدی از بروکسیا به نام B. nana با طول پوزه ۱۳٫۵ میلیمتر (۰٫۵۳ اینچ) کشف شد. احتمالاً آن را به کوچکترین خزنده شناخته شده تبدیل می‌کند.[۴۰][۴۱]

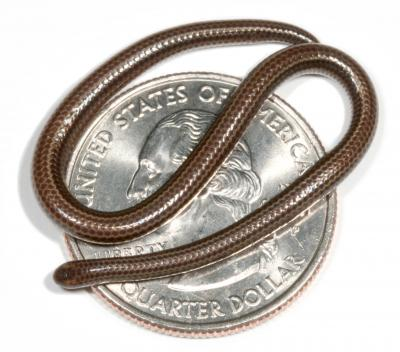
مار نخی باربادوس

- یکی از کوچکترین مارهای شناخته شده، مار باربادوس (Leptotyphlops carlae) است که اخیراً کشف شده‌است. بزرگسالان به‌طور متوسط حدود ۱۰ سانتیمتر (۴ اینچ) هستند طول، که تنها حدود دو برابر طول بچه‌های جوجه ریزی است. اندازه مار کور معمولی (Indotyphlops braminus) ۵٫۱–۱۰٫۲ سانتیمتر (۲–۴ اینچ) طولانی، گاهی تا ۱۵ سانتیمتر (۶ اینچ) طولانی.[۴۲][۴۳]

#### لاک‌پشت‌ها (Testudines)
کوچکترین لاک پشت لاک پشت خالدار (Homopus signatus) از آفریقای جنوبی است. اندازه نرها ۶–۸ سانتیمتر (۲٫۴–۳٫۱ اینچ) است، در حالی که ماده‌ها تقریباً ۱۰ سانتیمتر (۳٫۹ اینچ) اندازه دارند.

#### تمساح‌ها و خویشاوندان نزدیک (Crocodylomorpha)
- کوچکترین تمساح موجود، کایمان کوتوله کوویر (Paleosuchus palpebrosus) از شمال و مرکز آمریکای جنوبی است. به ۱٫۶ متر (۵٫۲ فوت) می‌رسد در طول.[۴۵]
- برخی از کروکودیلومورف‌های منقرض شده حتی کوچکتر بودند.[۴۶] برنیسارتیای کاملاً رشد یافته از کرتاسه اولیه به کمی بیش از ۶۰ سانتیمتر (۲۴ اینچ) رسیده‌است در طول.[۴۷]
- مالاویسوچوس نوتوسوشین زمینی کرتاسه اولیه ۶۰ سانتیمتر (۲۴ اینچ) سال بیشتر نداشت. طولانی.[۴۸] از دیگر نوتوسچوس‌های کوچک می‌توان به آناتوسچوس در ۷۰ سانتیمتر (۲۸ اینچ) اشاره کرد[۴۹] و کوتاه‌بینی‌سوسمار گیاهخوار در ۷۵ سانتیمتر (۳۰ اینچ).

#### پتروسورها
نمیکولوپتروس کوچکترین پتروسور بود که به ۲۵ سانتیمتر (۹٫۸ اینچ) رسید در طول بال‌ها.

#### دایناسورهای غیرپرنده (دایناسوریا)
اندازه دایناسورهای غیرپرنده معمولاً با سطحی از عدم قطعیت برچسب گذاری می‌شوند، زیرا مواد موجود اغلب (یا حتی معمولاً) ناقص هستند. کوچکترین دایناسور منقرض شده شناخته شده نیم‌پرنده است، سرده ای از دایناسورهای پر که در دوره ژوراسیک پسین ۱۶۰ تا ۱۵۵ میلیون سال پیش در چین کنونی زندگی می‌کردند. نمونه‌های بالغ از ۳۴ سانتیمتر (۱۳ اینچ) است طول دارد و وزن آن تا ۱۱۰ گرم (۳٫۹ اونس) تخمین زده شده‌است. Parvicursor در ابتدا به عنوان یکی از کوچکترین دایناسورهای غیر پرنده شناخته شده از یک نمونه بالغ در ۳۹ سانتیمتر (۱۵ اینچ) سالگی دیده شد. طول و ۱۶۲ گرم (۵٫۷ اونس) در وزن. با این حال، در سال ۲۰۲۲، هولوتایپ آن به عنوان نماینده یک فرد نوجوان به نتیجه رسید. اپیدکسیپتریکس به ۲۵–۳۰ سانتیمتر (۹٫۸–۱۱٫۸ اینچ) رسید در طول و ۱۶۴–۲۲۰ گرم (۵٫۸–۷٫۸ اونس) در وزن.

#### پرندگان

اندازه مرغ مگس خوار زنبور عسل در مقایسه با دست انسان

- با جرم تقریباً ۱٫۹۵ گرم (۰٫۰۶۹ اونس) و طول ۵٫۵ سانتیمتر (۲٫۲ اینچ)، مرغ مگس خوار زنبور عسل (Mellisuga helenae) کوچکترین دایناسور شناخته شده و همچنین کوچکترین گونه پرنده و کوچکترین مهره دار خونگرم است. این زونزونسیتو در زیستگاه بومی خود در کوبا نامیده می‌شود و از یک پنی کانادا یا آمریکا سبک‌تر است. گفته می‌شود که «به اشتباه گرفتن زنبور عسل بیشتر از پرنده است».[۵۵] مرغ مگس خوار زنبور عسل نیمی از کل بدن خود را می‌خورد و هشت برابر وزن کل بدن خود می‌نوشد. لانه آن ۳ سانتیمتر (۱٫۲ اینچ) است در سراسر.
- کوچکترین پرنده آبی غاز کوتوله (Nettapus) است. گونه آفریقایی به وزن متوسط حدود ۲۸۵ گرم (۱۰٫۱ اونس) برای مردان و ۲۶۰ گرم (۹٫۲ اونس) برای ماده‌ها و طول بال‌ها بین ۱۴۲ میلیمتر (۵٫۶ اینچ) و ۱۶۵ میلیمتر (۶٫۵ اینچ). دومین پرنده کوچک آبی، Mioquerquedula منقرض شده از میوسن است.[۵۶]
- کوچکترین گونه پنگوئن پنگوئن آبی کوچک (Eudyptula minor) است که حدود ۳۰ تا ۳۰–۳۳ سانتیمتر (۱۲–۱۳ اینچ) دارد. قد و وزن ۱٫۲–۱٫۳ کیلوگرم (۲٫۶–۲٫۹ پوند).[۵۷]

### سیناپسیدهای غیرپستاندار
کوچکترین پستاندار شکل مزوزوئیک هادروکودیوم با جمجمه ۱٫۵ سانتیمتر (۰٫۵۹ اینچ) بود طول و جرم بدن ۲ گرم (۰٫۰۷۱ اونس).

### پستانداران

#### کیسه‌داران
کوچکترین کیسه دار، پلان دم دراز استرالیا است. طول بدن آن ۱۱۰–۱۳۰ میلیمتر (۴٫۳–۵٫۱ اینچ) (شامل دم) و وزن آن ۴٫۳ گرم (۰٫۱۵ اونس) به‌طور متوسط. نینگوی پیلبارابه اندازه و وزن مشابهی در نظر گرفته می‌شود.

#### خروس (Eulipotyphla)

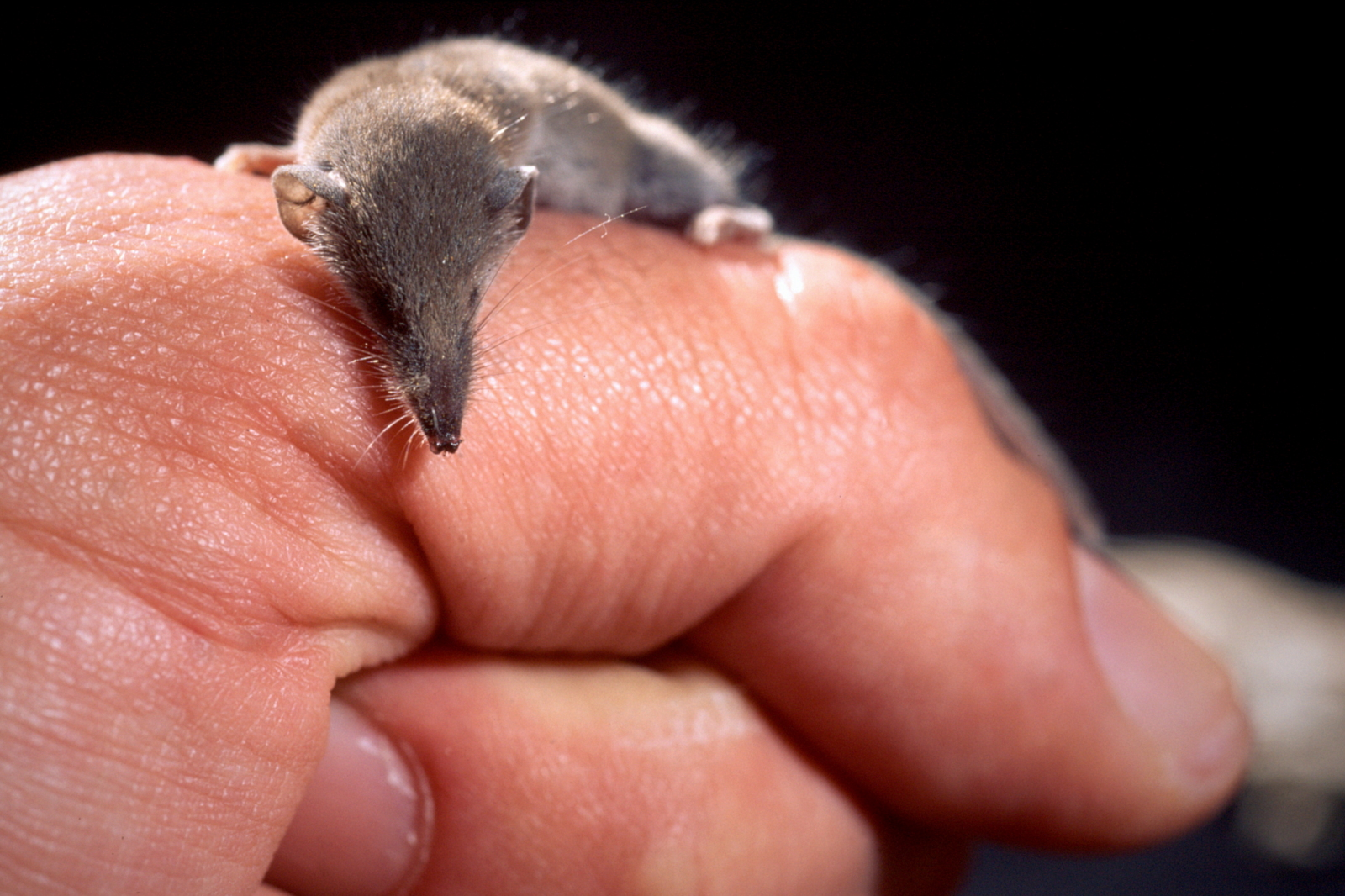
زیرک اتروسکی

سوخار اتروسکی (Suncus etruscus)، کوچکترین پستاندار از نظر جرم با وزن حدود ۱٫۸ گرم (۰٫۰۶۳ اونس) است. به‌طور متوسط. کوچکترین پستانداری که تا به حال زندگی کرده‌است، Batodonoides vanhouteni شبیه شتر، ۱٫۳ گرم (۰٫۰۴۶ اونس) وزن داشت. .

#### خفاش‌ها
خفاش دماغ گراز آسیب‌پذیر کیتی (Craseonycteris thonglongyai)، همچنین به عنوان خفاش زنبور عسل شناخته می‌شود، از تایلند و میانمار کوچکترین پستاندار است که ۲۹ تا ۲۹–۳۳ میلیمتر (۱٫۱–۱٫۳ اینچ) طول و ۲ گرم (۰٫۰۷۱ اونس) در وزن.

#### گوشتخواران
کوچکترین عضو راسته گوشتخواران، کمترین راسو (Mustela nivalis) با طول متوسط بدن ۱۱۴ تا ۱۱۴–۲۶۰ میلیمتر (۴٫۵–۱۰٫۲ اینچ). وزن آن بین ۲۹٫۵–۲۵۰ گرم (۱٫۰۴–۸٫۸۲ اونس) تا ۲۵۰ است با ماده‌ها سبک‌تر.

#### جوندگان
کوچکترین عضو شناخته شده از راسته جوندگان، کوتوله بلوچستان با طول متوسط بدن ۴٫۴ سانتیمتر (۱٫۷ اینچ) است. .

#### نخستی‌ها (پریمات‌ها)
کوچکترین عضو راسته نخستی‌ها، لمور موش مادام برث (Microcebus berthae ) است که در ماداگاسکار یافت می‌شود، با طول متوسط بدن ۹۲ میلیمتر (۳٫۶ اینچ) . .

#### کیتاسیان (سیتاسه)
کوچکترین سیتاس که همچنین (از سال ۲۰۰۶) در خطر انقراض‌ترین است، واکیتا، گونه ای از گراز دریایی است. واکیتای نر به‌طور متوسط به حدود ۱۳۵ سانتیمتر (۵۳ اینچ) رشد می‌کند؛ ماده‌ها کمی درازتر هستند و به‌طور متوسط حدود ۱۴۱ سانتیمتر (۵۶ اینچ) هستند در طول.

## گیاهان

### Gymnosperms (Gymnospermae)
Zamia pygmaea نوعی سیکاد است که در کوبا یافت می‌شود و کوچکترین ژیمنوسپروم شناخته شده‌است. تا ارتفاع ۲۵ سانتیمتر (۱۰ اینچ) رشد می‌کند.

### آنژیوسپرم‌ها (Angiospermae)

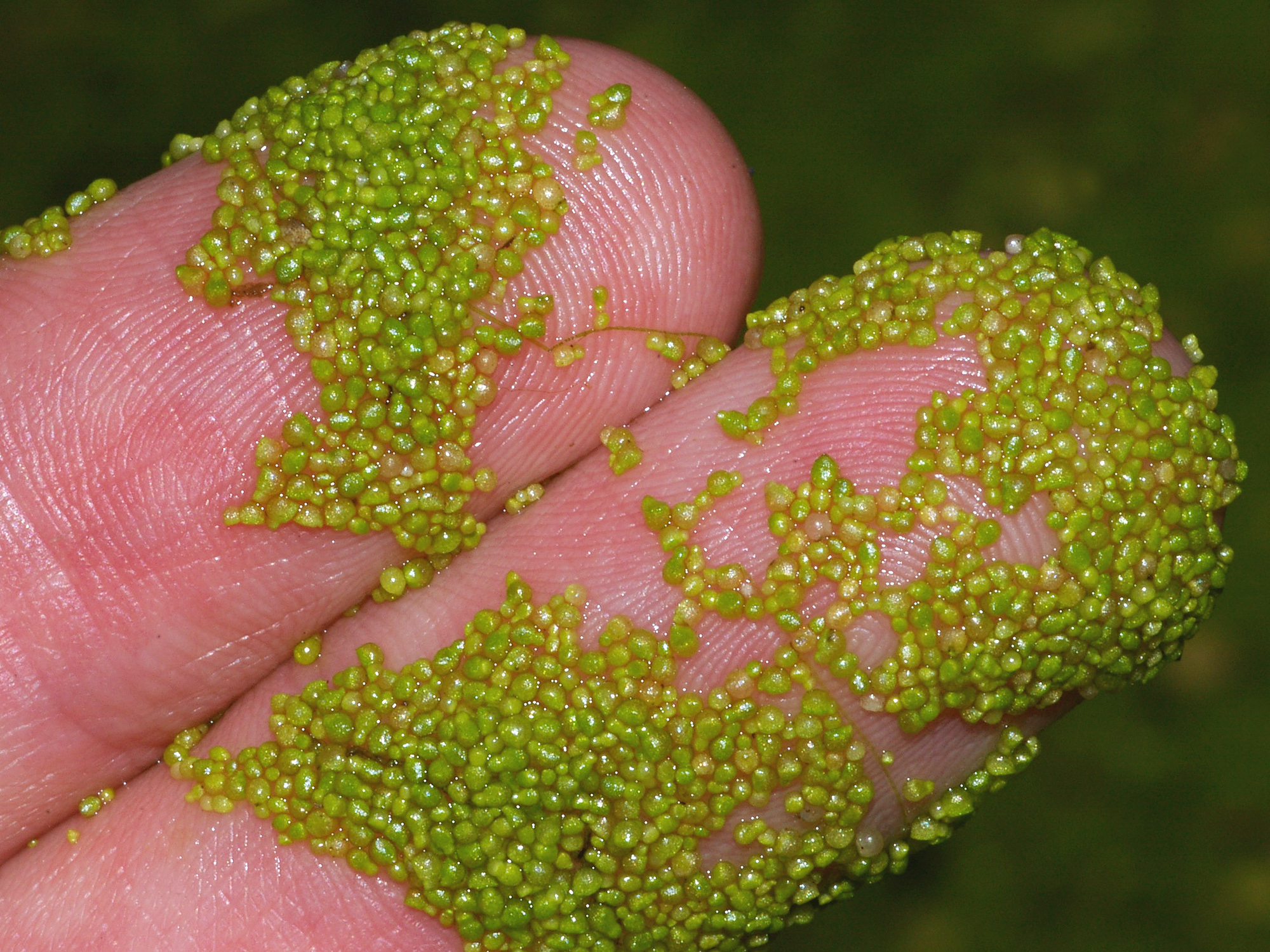
ولفیا آریزا روی انگشتان انسان. هر ذره کمتر از 1 mm طول یک گیاه منفرد است.

علفهای اردک از جنس Wolffia کوچکترین آنژیوسپرمها هستند. آنها کاملاً رشد کرده‌اند، اندازه آنها ۳۰۰ در ۶۰۰ میکرومتر (۰٫۳۰ در ۰٫۶۰ میلیمتر) و به جرم تنها ۱۵۰ میکروگرم می‌رسد.

#### دولپه‌ای‌ها
کوچکترین گیاه دو لپه ای شناخته شده دارواش کوتوله هیمالیا (Arceuthobium minutissimum) است. ساقه‌ها تا ۵ میلیمتر (۰٫۲۰ اینچ) رشد می‌کنند در ارتفاع.

## دیگر

### نانوب‌ها
برخی از دانشمندان تصور می‌کنند نانوبها کوچک‌ترین موجودات شناخته شده هستند، که اندازه کوچک‌ترین باکتری‌های شناخته‌شده‌است. نانوبها، ساختارهای رشته‌ای کوچکی که برای اولین بار در برخی از سنگ‌ها و رسوبات یافت شدند، اولین بار در سال ۱۹۹۶ توسط فیلیپا اووینز از دانشگاه کوئینزلند توصیف شد، اما مشخص نیست که آنها چیستند و آیا زنده هستند یا خیر.